# Relaciones Colombia-Costa Rica
Las relaciones Colombia-Costa Rica se refieren a las relaciones internacionales que existen entre Costa Rica y Colombia.
Históricamente, ambos países formaban parte del Imperio español hasta principios del siglo XIX. Hoy en día, ambos países son miembros de pleno derecho del Grupo de Río, de la Unión Latina, de la Asociación de Academias de la Lengua Española, de la Organización de Estados Americanos, Organización de Estados Iberoamericanos, de la Comunidad de Estados Latinoamericanos y del Caribe, del Grupo de Cairns, y del Grupo de los 77.
Costa Rica y Colombia formalizaron sus relaciones diplomáticas con la firma del tratado Calvo-Herrán del 11 de junio de 1856. Aunque como consecuencia de la independencia de Panamá, reconocida por Costa Rica el 29 de diciembre de 1903, ya no existe límite terrestre entre Costa Rica y Colombia pero ambos países siguen compartiendo una considerable frontera marítima.

## Relaciones diplomáticas
- Costa Rica tiene una embajada en Bogotá.[2]
- Colombia tiene una embajada en San José.[3]